# Schloss Katzenberg (Atzbach)

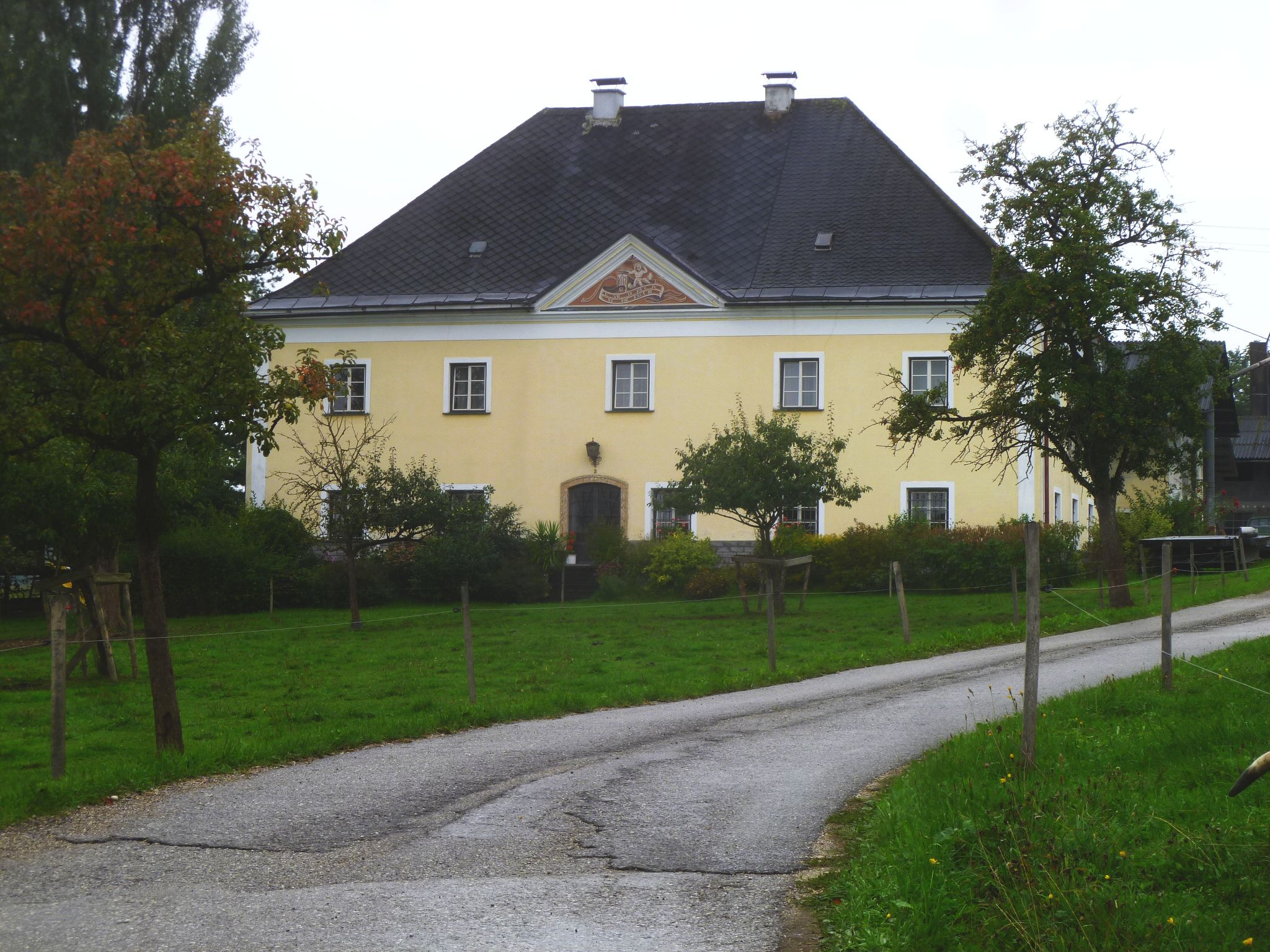
Schloss Katzenberg (Atzbach)

Schloss Katzenberg liegt in der Gemeinde Atzbach im Bezirk Vöcklabruck in Oberösterreich (Adresse: Katzenberg 2).

## Geschichte
Das Schloss wurde vermutlich um 1600 errichtet und gehörte nach dem Urbar von 1673 zu Schloss Köppach. Die Jörger verwendeten es als Jagdschloss. Nach dem Tod Helmhard IX. Jörger kam der Besitz über seine Tochter Anna Magdalena als Heiratsgut an Franz Albrecht Graf Harrach. Kurz darauf wurde die Herrschaft an den Schwager David Ungnad von Weißenwolff verkauft. Wiederum als Heiratsgut der Tochter Maria Josef von Weißenwolff ging Katzenberg 1722 an Johann Wilhelm Fürst Trautson. 1744 kam der Besitz als Brautgut der Tochter Maria von Trautson an Karl Anton Fürst Auersperg. Durch die Vermählung der Tochter Karoline von Fürst Vinzenz Auersperg gelangte die kleine Herrschaft an den Landgrafen Johann Nepomuk Fürstenberg und 1904 an Landgraf Eduard Egon Fürstenberg.

## Schloss Katzenberg heute
Von 1900 bis 1925 gehörte Katzenberg dem Hofrat Langhans. Dessen Tochter heiratete Baron Sachsenhofer. Bis 1950 war sie im Besitz des Schlosses. Ihr folgte die Familie Zenninger. Seit 1962 ist Katzenberg im Eigentum von Franz Six, dem Schwiegersohn der Vorbesitzerfamilie Zenninger, der hier eine Landwirtschaft betreibt.
Schloss Katzenberg steht auf einem Hügel. Es ist ein zweigeschoßiger Bau mit rechteckigem Grundriss und Walmdach. Im 19. Jahrhundert wurde der Bau stark verändert. An der jeweils fünfachsigen Ost- und Westseite sind kleine Dachgiebel angebracht. An der Ostfassade befindet sich eine Sonnenuhr. An der dreiachsigen Nordfassade befindet sich ein Sgraffito mit dem Wappen der Jörger von 1976 (Künstler F. Bucar).